# Abd-al-Qadim (nom)
Abd-al-Qadim és un nom masculí teòfor àrab islàmic (àrab: عبد القديم, ʿAbd al-Qadīm) que literalment significa ‘Servidor de l'Etern’, essent «l'Etern» un atribut de Déu. Si bé Abd-al-Qadim és la transcripció normativa en català del nom en àrab clàssic, també se'l pot trobar transcrit d'altres formes, normalment per influència de la pronunciació dialectal o seguint altres criteris de transliteració. Com a teòfor, també el duen musulmans no arabòfons que l'han adaptat a les característiques fòniques i gràfiques de la seva llengua.